# Jahnbrücke

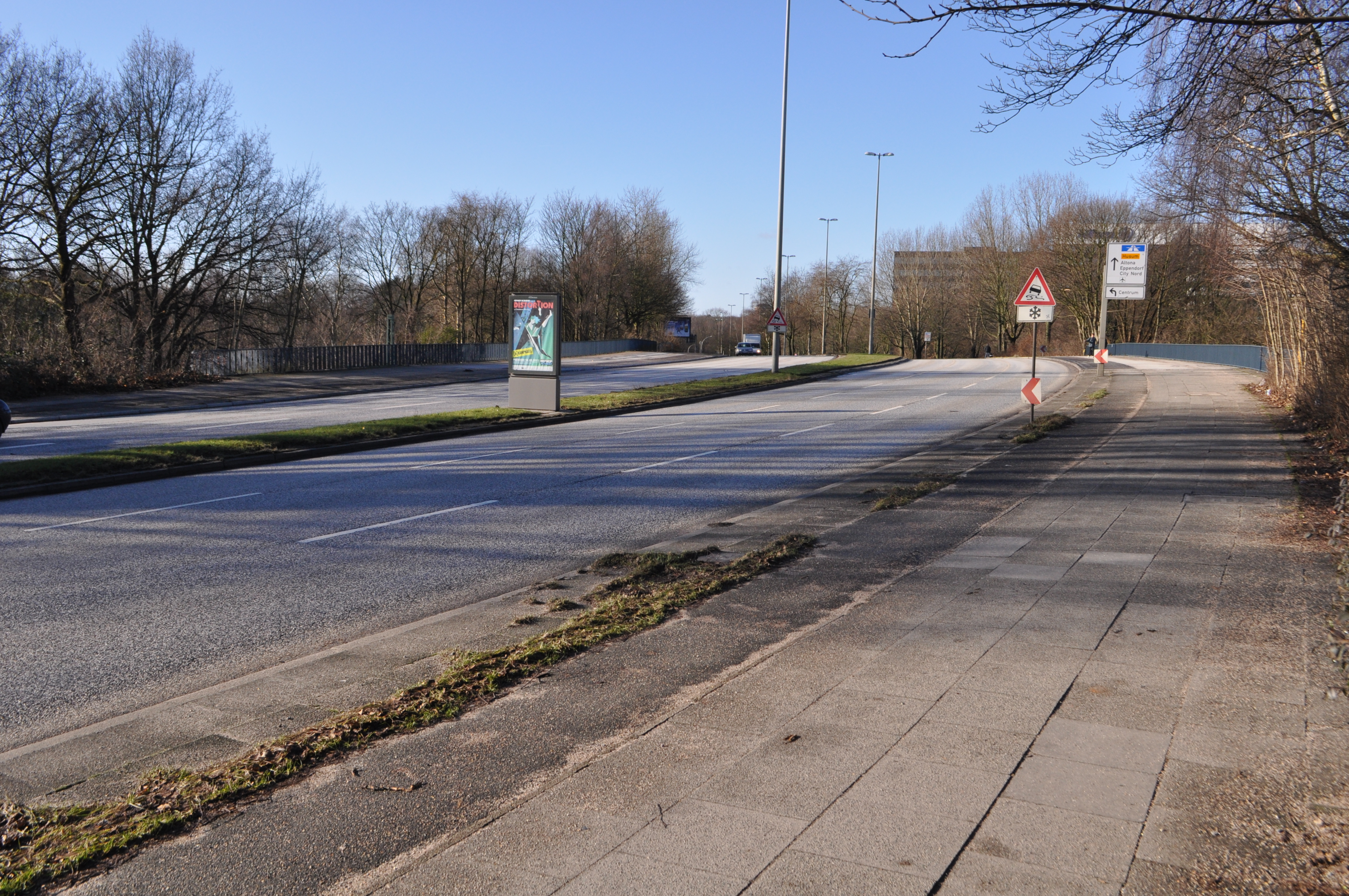
Jahnbrücke

Die Jahnbrücke verbindet die Hamburger Stadtteile Winterhude und Barmbek-Nord am Rande der City Nord. Sie ist Teil des Hauptverkehrsstraßennetzes von Hamburg im Verlauf des Rings 2 und trägt den amtlichen Straßenschlüssel J118.

## Name
Der 1967 vergebene Name nimmt Bezug auf den Jahnring, dessen Fortsetzung die Jahnbrücke ist. Der Jahnring ist nach „Turnvater“ Friedrich Ludwig Jahn (1778–1852) benannt.

## Beschreibung

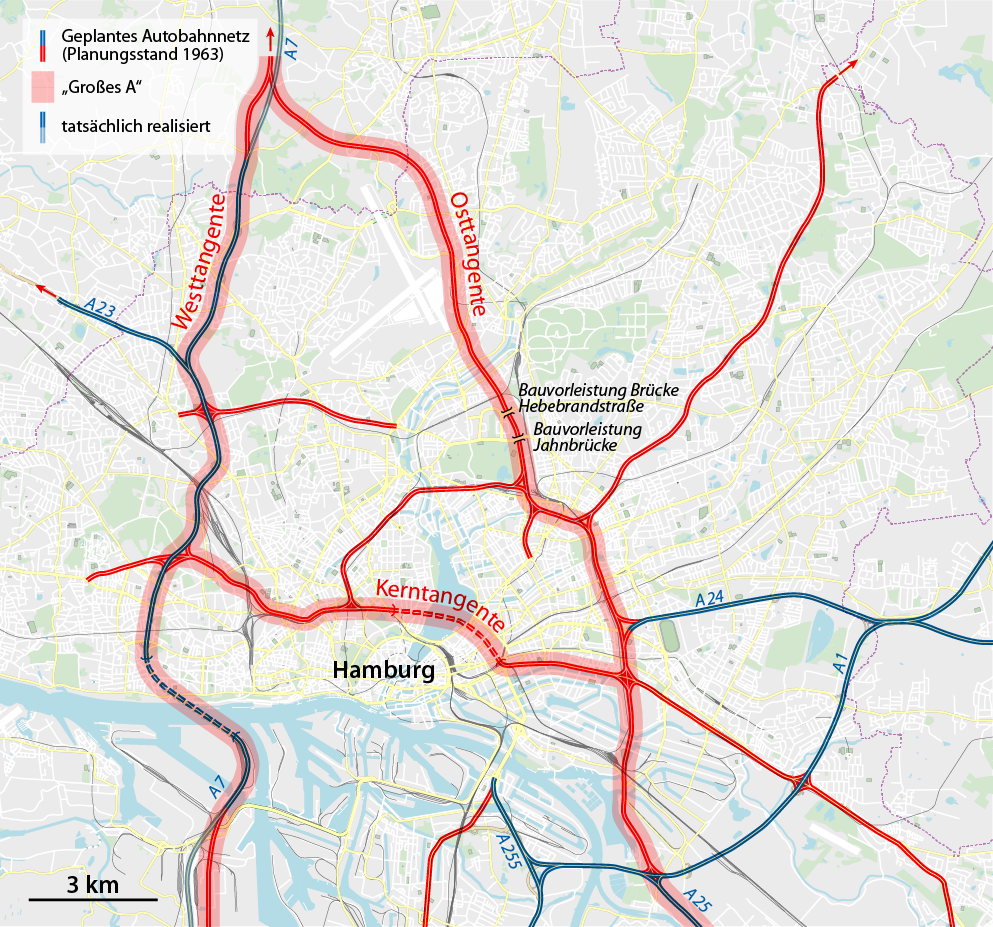
Die Jahnbrücke als Teil des ehemals geplanten Stadtautobahnnetzes

Die Jahnbrücke ist keine eigentliche Brücke, sondern der Name eines Abschnitts des Rings 2, der den Jahnring in Winterhude (Lage) mit der Lauensteinstraße in Barmbek-Nord (Lage) verbindet. Darin enthalten sind drei Brückenbauwerke:
- Die westliche Brücke ist eine Bauvorleistung für die in den 1960er-Jahren geplante, aber nicht gebaute Osttangente, einer Stadtautobahnverbindung von der A 7 im Norden Hamburgs zur A 25 im Südosten der Stadt. Sie hat eine lichte Weite von rund 30 Metern. Hier verläuft Hamburgs erster Fahrradschnellweg als Teil der Radroute 12 von Alsterdorf nach Wilhelmsburg.[2]
- Die mittlere Brücke ist eine wenig genutzte Fußgängerunterquerung der Straße, die die Kleingärten nördlich und südlich der Jahnbrücke verbindet. Im Juni 2018 wurde die Unterquerung grundlegend gereinigt und anschließend von einer Künstlergruppe komplett besprayt.[3]
- Die östliche Brücke ist eine Überführung über die Güterumgehungsbahn sowie die Verlängerung der Hamburg-Altonaer Verbindungsbahn zwischen Barmbek und Ohlsdorf, die von de Linie S1 der S-Bahn Hamburg genutzt wird. Sie hat eine lichte Weite von etwa 40 Metern.

Insgesamt ist die Straße 370 Meter lang und steigt von 11,4 Meter an ihrem Westende bis zu 18,9 Meter am höchsten Punkt der Brücke über die Bahnstrecken an. Je Fahrtrichtung gibt es drei Fahrspuren sowie je einen Rad- und einen Fußweg.

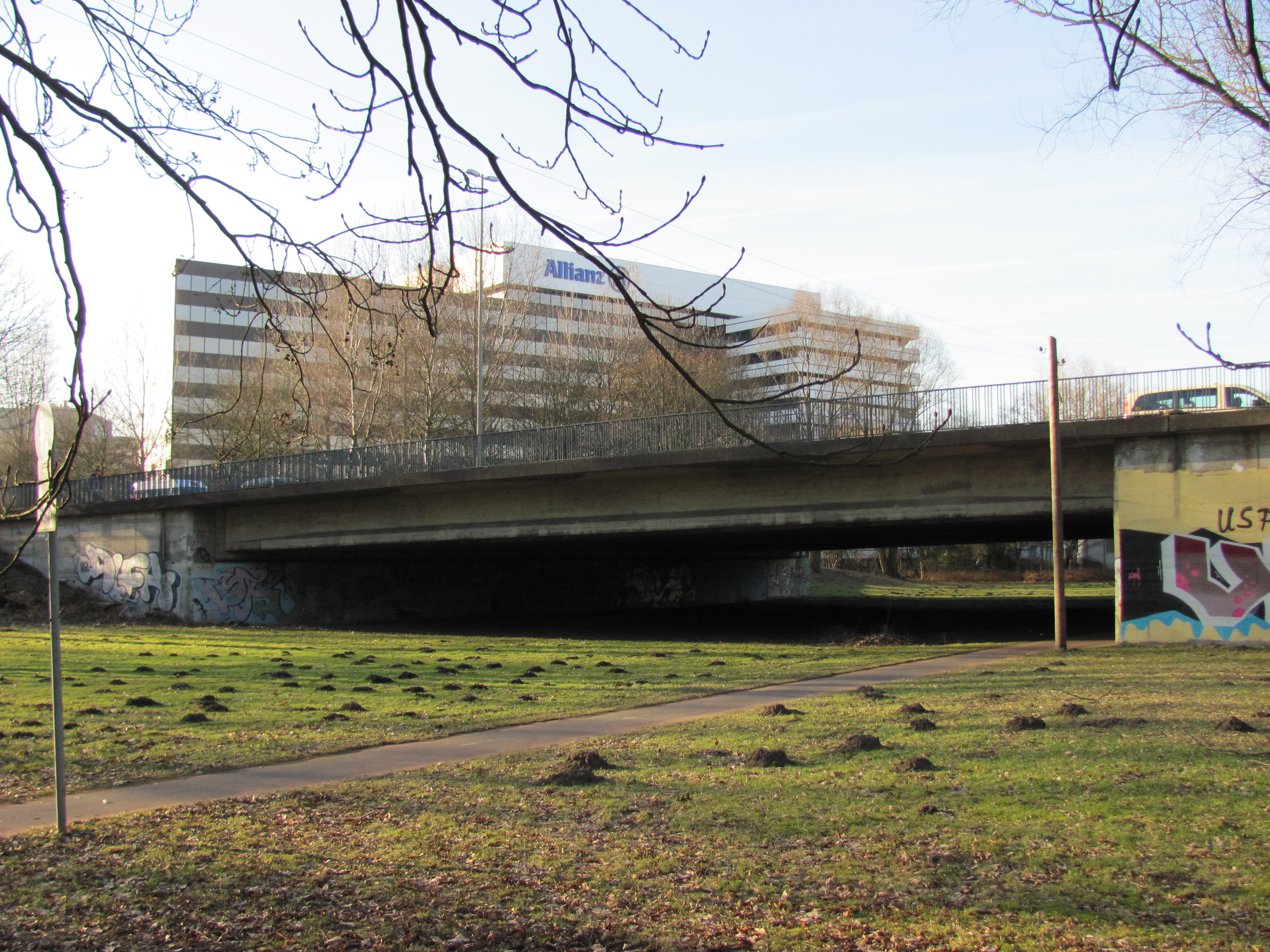
Bauvorleistung für die Stadtautobahn
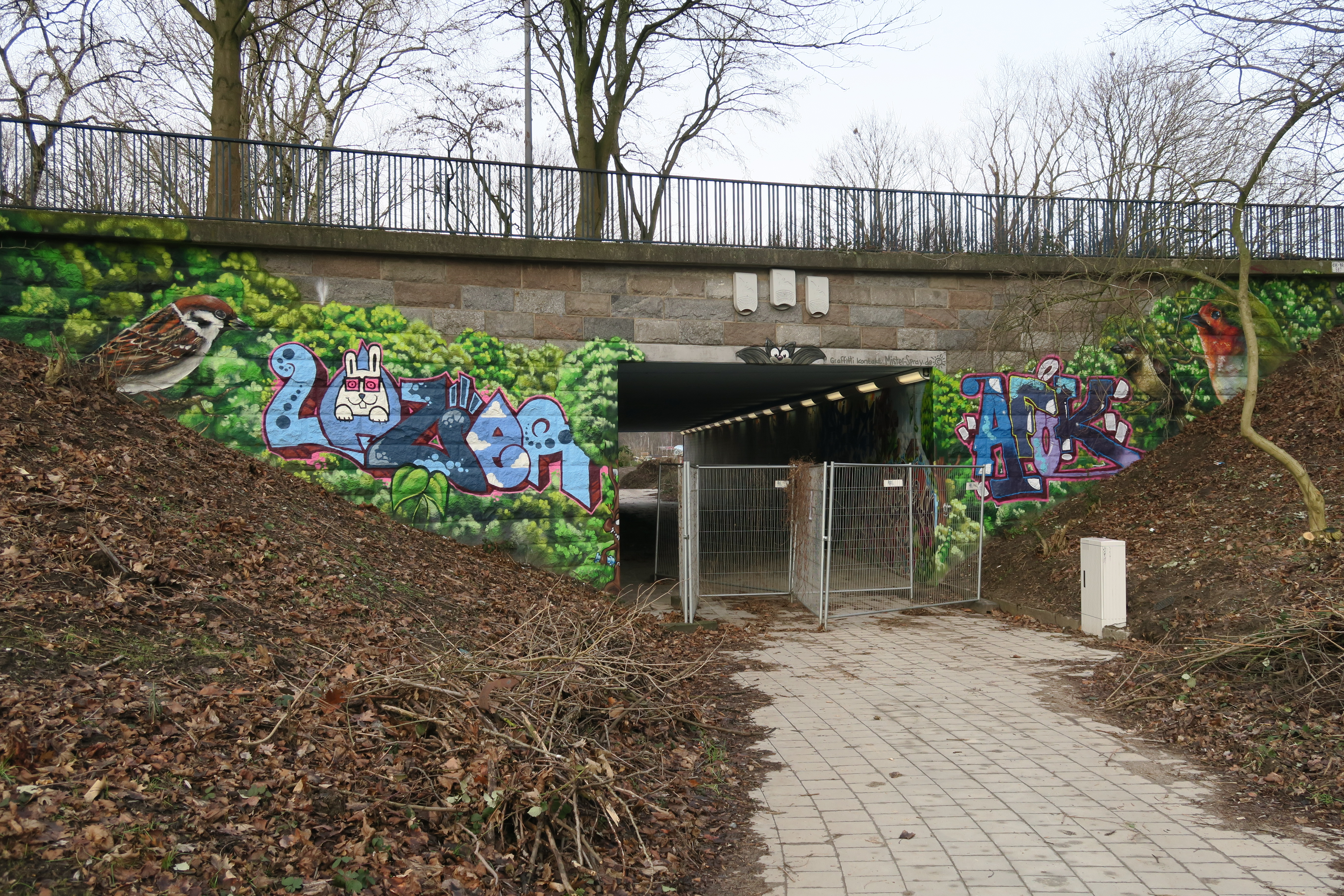
Umgestaltete Fußgängerunterquerung
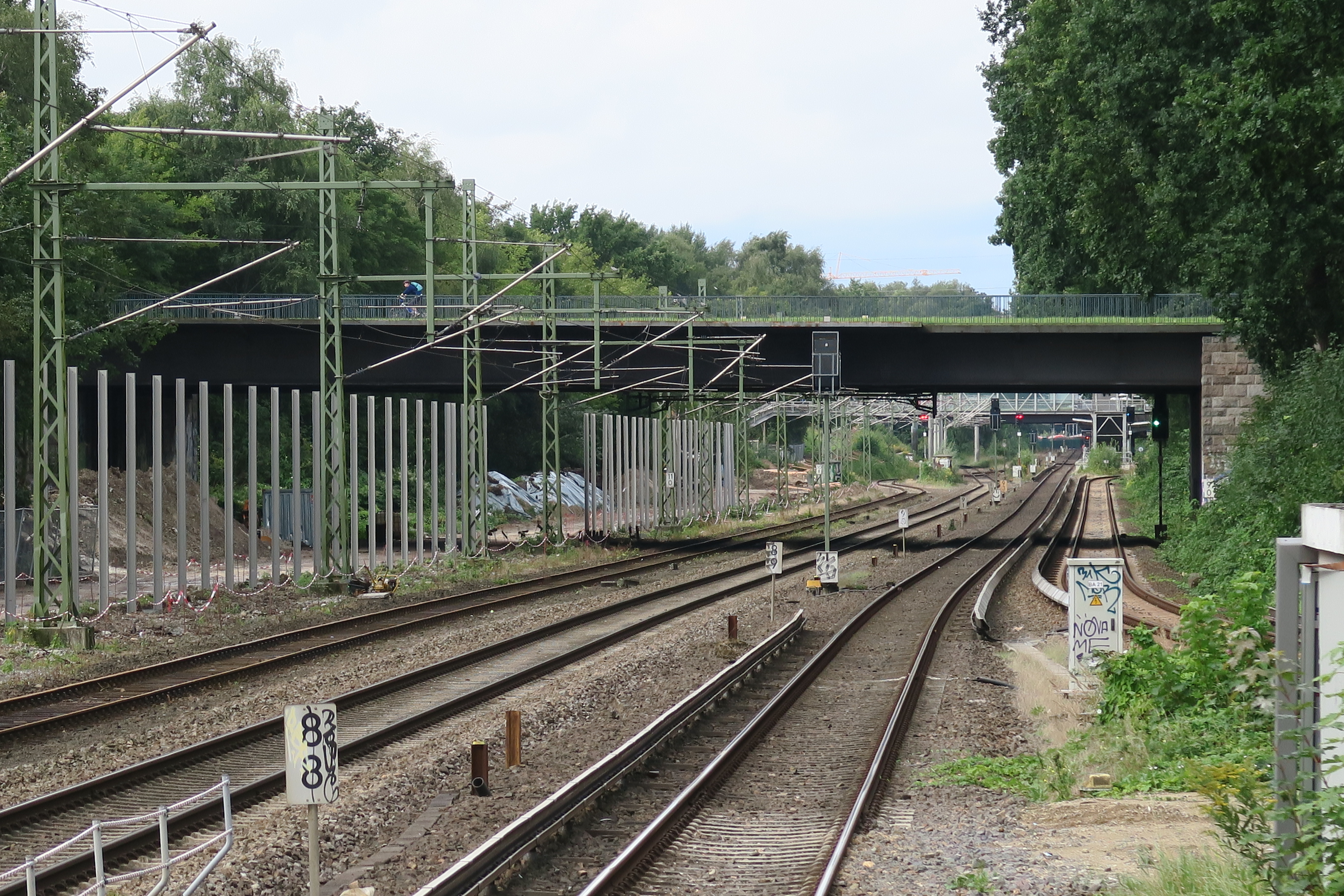
Brücke über die Güterumgehungsbahn und die S-Bahn

## Verkehrsbelastung
Pro Werktag wurde die Straße 2013 von durchschnittlich 40.000 Fahrzeugen befahren, davon etwa 5 Prozent Schwerverkehr.

## Nachweise
1. ↑  Statistikamt Nord: Straßen- und Gebietsverzeichnis der Freien und Hansestadt Hamburg (Seite nicht mehr abrufbar, festgestellt im November 2022. Suche in Webarchiven)  Info: Der Link wurde automatisch als defekt markiert. Bitte prüfe den Link gemäß Anleitung und entferne dann diesen Hinweis.
2. ↑  Friederike Ulrich: Neue Express-Strecke für Radler in der City Nord, www.abendblatt.de vom 29. November 2017, abgerufen am 11. April 2018
3. ↑  Vom Angst-Ort zum Kunstwerk: Neuer Pergolentunnel in Winterhude eingeweiht, www.mopo.de vom 26. Juni 2018, abgerufen am 31. Januar 2019
4. ↑  Geoportal Hamburg, abgerufen am 11. April 2018
5. ↑  Karte der durchschnittlichen täglichen Kfz-Verkehrsstärken an Werktagen (Montag–Freitag), Hamburg 2013 (PDF-Datei; 5,3 MB)

- Karte mit allen Koordinaten:
- OSM |
- WikiMap